# Associació Professional Serveis Educatius de Catalunya
L'Associació Professional Serveis Educatius de Catalunya és una associació que aplega els titulars de les escoles cristianes de Catalunya que estan associades a la Fundació Escola Cristiana de Catalunya. És una de les patronals del sector educatiu privat de Catalunya, que com a organisme forma part del Secretariat de l'Escola Cristiana de Catalunya. L'any 1998, l'APSEC i la Fundació Escola Cristiana de Catalunya varen crear el Projecte Montserrat, per tal de donar a conèixer Montserrat a les escoles i promoure activitats relacionades amb les eines TIC. L'APSEC va ser una de les entitats signants del Pacte Nacional per a l'Educació a Catalunya l'any 2006. Forma part de la Comissió Consultiva dels Concerts Educatius depenent de la Generalitat de Catalunya. El 2015, l'APSEC, junt amb altres entitats, va signar una declaració conjunta en defensa de la immersió lingüística a l'ensenyament.